# 야라 조스케
야라 조스케(일본어: 屋良 朝助, 1952년 1월 14일 ~ , 오키나와현 나하시 출생)는 일본의 정치인이자, 가리유시 클럽의 당수이다.

## 생애
2005년에 노카 다케히코가 야라 조스케에게 당수 자리를 내주어, 류큐독립당의 제2당수가 되었다. 2006년 11월 19일에 열린 오키나와 현지사 선거에서 자유민주당과 공명당의 추천을 받은 나카이마 히로카즈와 민주당, 일본공산당, 사회민주당, 오키나와 사회대중당 외 3개 정당의 추천을 받은 이토카즈 게이코에게 밀려, 총 663,508표 중에서 6,220표의 득표를 받고 낙선하였다.
이후, 2008년에 정당을 류큐독립당에서 가리유시 클럽으로 개칭하고, 가리유시 클럽의 당수가 되었다. 같은 해, 나하 시장 선거에 출마하였으나, 총 127,930표 중에서 1,797표를 받아 낙선하였다.